# CB21大樓
CB21大樓（Tour CB21）是一座位於法國巴黎拉德芳斯的摩天大樓，高180公尺、44層樓，1974年完工並成為法國第二高樓（僅次於巴黎市中心的蒙帕納斯大樓），目前則排名第八。